# Dannii Minogue
Danielle Jane (Dannii) Minogue (Melbourne, 20 oktober 1971) is een Australische zangeres, actrice, fotomodel, kledingontwerpster en tekstschrijfster. Ze is mede bekend als de jongere zus van Kylie, eveneens zangeres en actrice. In 2005 verkocht Minogue wereldwijd vier miljoen platen, vooral in Australië.
Zij heeft altijd in de schaduw gestaan van het succes van haar zus. Toch heeft Minogue met hits als All I Wanna Do (1997), Put the Needle On It (2002), I Begin To Wonder (2003), You Won't Forget About Me (2004) en Perfection (2005) een reputatie als zangeres opgebouwd.
In 1989 en 1990 speelde ze de rol van Emma Jackson in de Australische soapserie Home and Away.

## Biografie
Minogue begon haar carrière op de Australische televisie. Ze heeft geacteerd in de series Skyways en The Sullivans en later was ze elke week te zien in het zing- en dansprogramma Young Talent Time (1981-1988). Nadat ze Young Talent Time had verlaten speelde ze in de series All the Way en Home and Away en startte ze haar eigen kledinglijn.
In 1989 werkte ze aan haar eerste album (Dannii) met Mushroom Records, dat in 1990 werd uitgebracht.
In 1993 bracht ze haar tweede album, Get Into You, uit. In 1994 presenteerde ze het Britse programma The Big Breakfast.
Het jaar daarna werkte Minogue samen met de Japanse danceact EuroGroove. Ze brachten de singles Rescue Me en Boogie Woogie uit en beide nummers stonden op nummer 1 in Japan. In hetzelfde jaar werkte ze aan haar derde album met Mushroom Records, onder andere met Love To Infinity, maar het album werd nooit uitgebracht. In 1995 poseert ze naakt voor Playboy, ze liet later weten dat ze dit deed om schulden af te betalen.
In 1996 en 1997 ging ze verder met presenteren en speelde ze in de musical Grease: The Arena Spectacular. In september 1997 bracht ze een nieuw album uit bij een nieuwe platenmaatschappij, Girl. Een jaar later ging ze op tournee.
In 1999 en 2001 speelde Minogue in twee andere musicals, Macbeth en Notre Dame de Paris. Eind 2001 bracht ze een nummer uit met het Nederlandse danceproject Riva, Who Do You Love now? (Stringer), en tekende ze een contract met London Records.
Eind 2002 bracht ze nog een nieuw nummer uit, Put The Needle On It en in 2003 haar vierde album, Neon Nights, waarvan nog twee nummers werden uitgebracht.
In 2004 tekende ze een platencontract met All Around The World en later dat jaar bracht ze een nummer uit, You Won't Forget About Me. In 2005 werkte ze samen met Soul Seekerz aan het nummer Perfection.
In juni 2006 bracht ze een nieuw nummer uit en een Greatest Hits-album, The Hits & Beyond, dat nog vijf nieuwe nummers bevatte.
Minogue was van 2007 tot en met 2012 jurylid in het Australische programma Australia's got Talent en van 2007 tot en met 2010 jurylid en mentor in het Britse X Factor. Eind 2007 bracht ze twee van haar albums (Girl en Neon Nights) opnieuw uit en ook de compilatiealbums, Unleashed en Club Disco.
In 2008 liep ze "The Great Walk To Beijing" met Olivia Newton-John. Ook kwam ze terug op de Australische televisie voor het tweede seizoen van Australia's Got Talent en later dat jaar was ze ook weer te zien bij The X Factor.
Begin 2009 bracht ze een digitaal compilatiealbum uit met nummers van haar eerste twee albums en ze was weer te zien bij Australia's Got Talent.

### Privé
Minogue is kortstondig getrouwd geweest (1994-1995) met acteur Julian McMahon. Met haar ex-partner Kris Smith heeft ze een zoon.

## Discografie

### Albums
- 1990 - Dannii
- 1991 - Party Jam
- 1991 - Love and Kisses
- 1991 - Love and Kisses and...
- 1991 - U.K. Remixes (alleen in Japan)
- 1993 - Get Into You
- 1997 - Girl
- 1998 - The Singles (alleen in Australië)
- 1998 - The Remixes (alleen in Australië)
- 2003 - Neon Nights
- 2006 - The Hits & Beyond
- 2007 - Unleashed
- 2007 - Club Disco
- 2009 - The Early Years
- 2009 - The 1995 Sessions

### Singles
- 1991 - Love And Kisses
- 1991 - Success
- 1991 - Jump To The Beat
- 1991 - Baby Love
- 1991 - I Don't Wanna Take This Pain
- 1992 - Show You The Way To Go
- 1992 - Love's On Every Corner
- 1993 - This Is It
- 1993 - This Is The Way
- 1994 - Get Into You
- 1995 - Rescue Me
- 1995 - Boogie Woogie
- 1997 - All I Wanna Do
- 1997 - Everything I Wanted
- 1998 - Disremembrance
- 1998 - Coconut
- 1999 - Everlasting Night
- 2001 - Who Do You Love Now? (Stringer) (Riva met Dannii Minogue)
- 2002 - Put The Needle On It
- 2003 - I Begin To Wonder
- 2003 - Don't Wanna Lose This Feeling
- 2004 - You Won't Forget About Me (vs. Flower Power)
- 2005 - Perfection (vs. Soul Seekerz)
- 2006 - So Under Pressure
- 2007 - I Can't Sleep At Night
- 2007 - He's The Greatest Dancer
- 2007 - Touch Me Like That
- 2015 - Summer of Love

### Dvd's en video's

#### Love And Kisses: Video Collection
Videotape uitgebracht in 1992, ter promotie van de albumsingles.
1. "Jump to the Beat"
2. "Love and Kisses"
3. "I Don't Wanna Take This Pain"
4. "$ucce$$"
5. "Baby Love"
6. Interview en Home and Away-beeldmateriaal

#### Get into You: Video Collection
Een collectie video's uitgebracht in 1994 ter promotie van de albumsingles.
1. "Love's on Every Corner"
2. "Show You the Way to Go"
3. "This Is It"
4. "This Is the Way"
5. "Get into You"
6. Interview & Dannii's eigen videos van haar reizen & live shows

#### The Videos
Een budgetuitgave die samen met The Singles & The Remixes in 1999 uitkwam
1. "Love and Kisses"
2. "Success"
3. "Jump to the Beat"
4. "Baby Love"
5. "I Don't Wanna Take This Pain"
6. "Show You the Way to Go"
7. "Love's on Every Corner"
8. "This Is It"
9. "This is the Way"
10. "Get into You"
11. "All I Wanna Do"
12. "Everything I Wanted"
13. "Disremembrance"
14. "Everlasting Night"

### The Hits & Beyond(bonus-dvd)
Speciale editie van The Hits & Beyond.
1. "Love and Kisses"
2. "$ucce$$"
3. "Jump to the Beat"
4. "Baby Love"
5. "This is It"
6. "All I Wanna Do"
7. "Everything I Wanted"
8. "Disremembrance"
9. "Who Do You Love Now?"
10. "Put the Needle on It"
11. "I Begin to Wonder"
12. "Don't Wanna Lose This Feeling"
13. "You Won't Forget About Me"
14. "Perfection"
15. "So Under Pressure"
16. "I Can't Sleep at Night"

### Dannii Minogue: The Video Collection
Dvd-collectie met alle muziekvideos, liveoptredens en nieuw materiaal.

#### Muziekvideo's
1. "Love and Kisses" (UK versie)
2. "$UCCE$$" (UK versie)
3. "Jump to the Beat"
4. "Baby Love"
5. "I Don't Wanna Take This Pain" (UK versie)
6. "Show You the Way to Go"
7. "Love's on Every Corner"
8. "This is It"
9. "This is the Way"
10. "Get into You"
11. "All I Wanna Do"
12. "Everything I Wanted"
13. "Disremembrance"
14. "Who Do You Love Now?"
15. "Put the Needle on It"
16. "I Begin to Wonder"
17. "Don't Wanna Lose This Feeling"
18. "You Won't Forget About Me"
19. "Perfection"
20. "So Under Pressure"
21. "I Can't Sleep at Night"
22. "Touch Me Like That"

#### Bonusvideo's
1. "Rescue Me"
2. "Coconut"
3. "Everlasting Night"
4. "Live For the One I Love" (live)
5. "Begin to Spin Me Round"
6. "Don't Wanna Lose this Groove"
7. "I Can't Sleep at Night"
8. "He's The Greatest Dancer" (live bij BBC's Children in Need)
9. "Kids" (liveduet met Kylie Minogue)

#### Korte clips
1. "Put the Needle on It" (achter de schermen)
2. "Neon Nights" (documentaire)
3. "I Begin to Wonder" (chter de schermen)
4. "You Won't Forget About Me" (achter de schermen)

## Hitnoteringen

### Albums
| Album met eventuele hitnotering(en) in de Nederlandse Album Top 100 | Datum van verschijnen | Datum van binnenkomst | Hoogste positie | Aantal weken | Opmerkingen |
| ------------------------------------------------------------------- | --------------------- | --------------------- | --------------- | ------------ | ----------- |
| Neon Nights                                                         | 2004                  | 07-06-2003            | 65              | 2            |             |

### Singles
| Single met eventuele hitnotering(en) in de Nederlandse Top 40 | Datum van verschijnen | Datum van binnenkomst | Hoogste positie | Aantal weken | Opmerkingen                                    |
| ------------------------------------------------------------- | --------------------- | --------------------- | --------------- | ------------ | ---------------------------------------------- |
| Who Do You Love Now? (Stringer)                               | 2001                  | 22-12-2001            | 19              | 7            | met Riva / Dancesmash op Radio 538             |
| Put The Needle On It                                          | 2002                  | 07-12-2002            | 18              | 5            | Dancesmash op Radio 538                        |
| I Begin To Wonder                                             | 2003                  | 10-05-2003            | 39              | 4            |                                                |
| Perfection                                                    | 2006                  | 07-01-2006            | 16              | 6            | met The Soul Seekerz / Dancesmash op Radio 538 |

## Tournees
- 1999: Dannii Unleashed. UK only
- This Is It
- Love and Kisses
- Show You the Way to Go
- So in Love With Yourself
- Coconut
- It's Amazing
- Everything I Wanted
- Heaven Can Wait
- Baby Love
- Disco Medley: "Heart of Glass" / "You Make Me Feel (Mighty Real)" / "The Rhythm of the Night"
- Don't Wanna Leave You Now
- Jump to the Beat
- Disremembrance
- All I Wanna Do

## Filmografie
| Film         | Film                                                | Film          | Film              |
| Jaar         | Film                                                | Rol           | Opmerkingen       |
| ------------ | --------------------------------------------------- | ------------- | ----------------- |
| 1992         | Secrets                                             | Didi          |                   |
| 2004         | The Porter                                          | Bunny Stigler | Korte film        |
| 2007         | White Diamond: A Personal Portrait of Kylie Minogue | Haarzelf      | Documentaire      |
| Televisie    |                                                     |               |                   |
| Jaar         | Titel                                               | Rol           | Opmerkingen       |
| 1978         | Skyways                                             | Amy           |                   |
| 1978         | The Sullivans                                       | Carla (#2)    |                   |
| 1982-1988    | Young Talent Time                                   | Zichzelf      | Reguliere artiest |
| 1988         | All the Way                                         | Penny Seymour |                   |
| 1988         | New Generation                                      | Zichzelf      |                   |
| 1989-1990    | Home and Away                                       | Emma Jackson  | Terugkerende rol  |
| 1994         | The Big Breakfast                                   | Zichzelf      | Presentatrice     |
| 1994-1995    | Fan TC                                              | Zichzelf      | Presentatrice     |
| 1996         | It's Not Just Saturday                              | Zichzelf      | Host              |
| 1996         | Scoop                                               | Zichzelf      | Host              |
| 1997         | Disney Time                                         | Zichzelf      | Presentatrice     |
| 1997         | Top of the Pops                                     | Zichzelf      | Host              |
| 1997-1998    | Live & Kicking ("Electric Circus")                  | Zichzelf      | Presentatrice     |
| 2007-present | Australia's Got Talent                              | Zichzelf      | Jurylid           |
| 2007-present | The X Factor                                        | Zichzelf      | Jurylid           |
| 2007         | The Kylie Show                                      | Zichzelf      | Comedy sketch     |
| 2008         | Nickelodeon UK Kids Choice Awards 2008              | Zichzelf      | Host              |
| Stage        |                                                     |               |                   |
| Jaar         | Titel                                               | Rol           | Opmerkingen       |
| 1997         | Grease: The Arena Spectacular                       | Rizzo         |                   |
| 1999         | Macbeth                                             | Lady Macbeth  |                   |
| 2000         | Notre Dame de Paris                                 | Esmeralda     |                   |
| 2000         | The Vagina Monologues                               |               |                   |